# 新市県 (河北省)
新市県（しんし-けん）は中華人民共和国河北省にかつて存在した県。現在の石家荘市正定県北東部に相当する。
前漢により設置された。622年（武徳5年）、唐朝により廃止され、管轄区域は真定県に統合された。